# Ruppeliana coronulifera
Ruppeliana coronulifera är en insektsart som beskrevs av Carl Stål 1862. Ruppeliana coronulifera ingår i släktet Ruppeliana och familjen dvärgstritar. Inga underarter finns listade i Catalogue of Life.